# Margaretamys beccarii
Margaretamys beccarii је врста глодара из породице мишева (лат. Muridae).

## Распрострањење
Индонезија је једино познато природно станиште врсте.

## Станиште
Врста Margaretamys beccarii има станиште на копну.

## Угроженост
Ова врста се сматра рањивом у погледу угрожености врсте од изумирања.

### Популациони тренд
Популација ове врсте се смањује, судећи по расположивим подацима.